# 8 Spruce Street

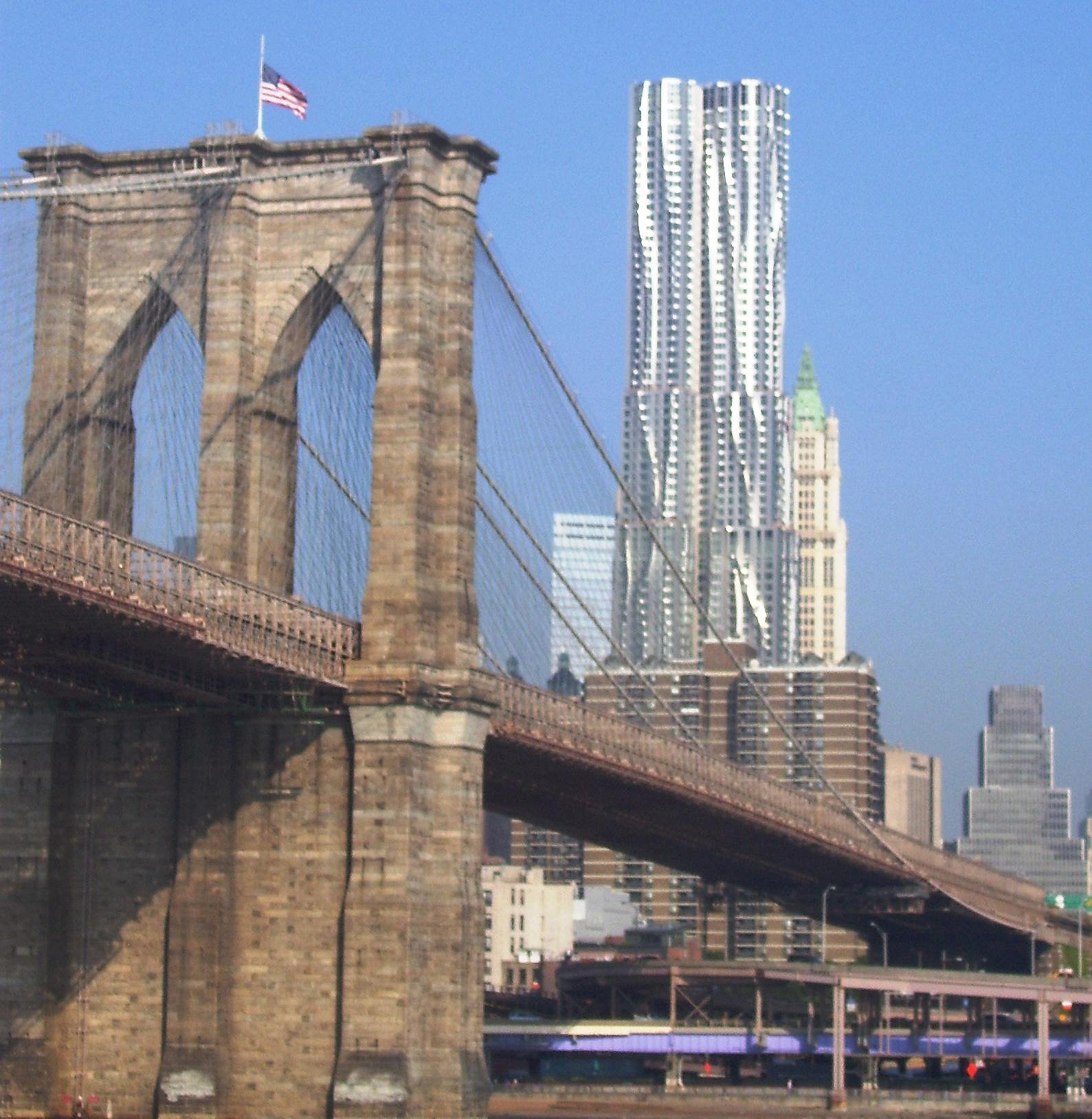
El rascacielos en septiembre de 2010.

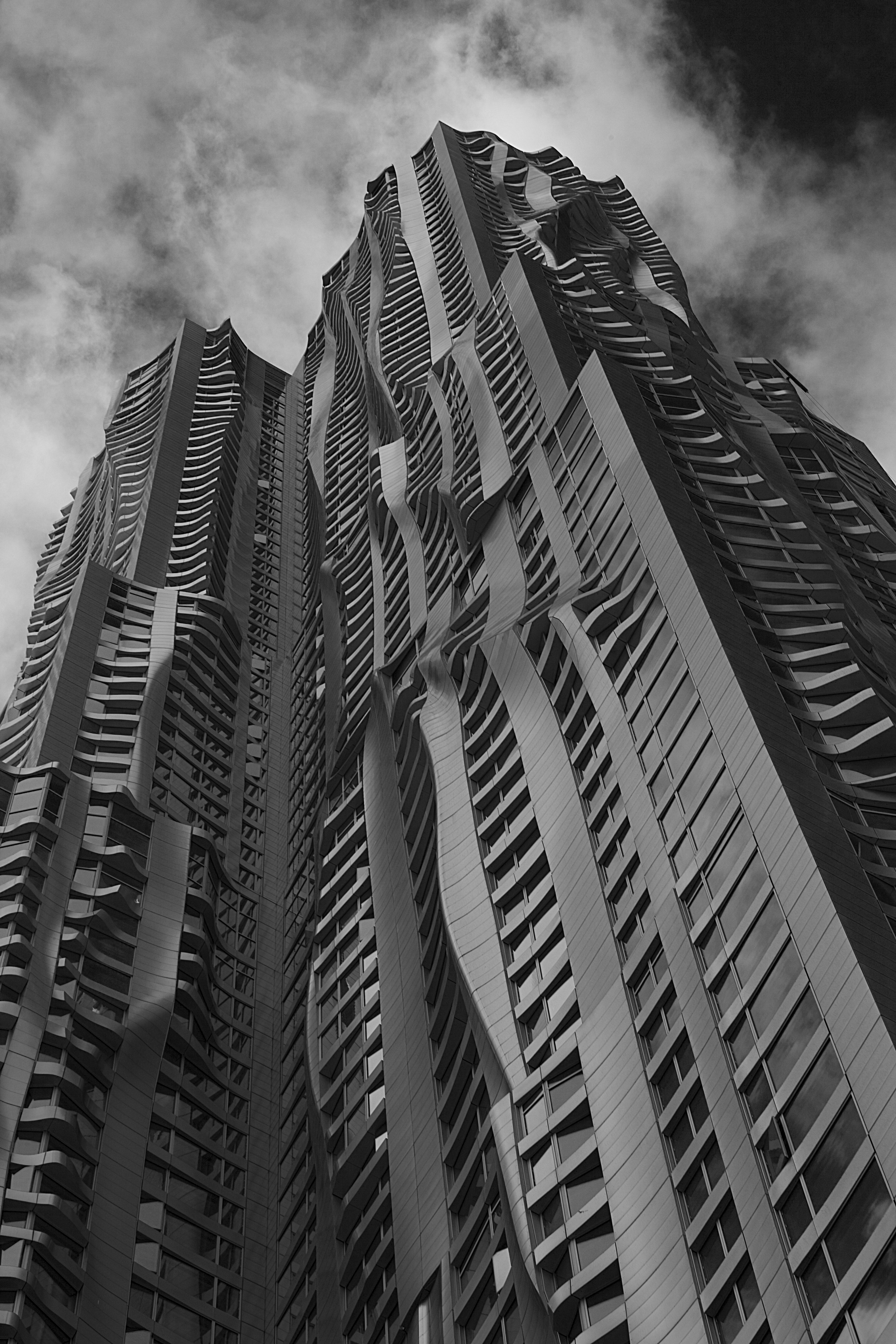
8 Spruce Street

El edificio 8 Spruce Street (anteriormente conocido como la Torre Beekman, o simplemente El Beekman, y actualmente mencionado como Nueva York de Gehry), es un rascacielos de 76 pisos diseñado por el arquitecto Frank Gehry en la Ciudad de Nueva York, en el n.º 8 de la calle Spruce, en el barrio de Manhattan, justo al sur del City Hall Plaza y el puente de Brooklyn.
Es uno de los edificios de viviendas más altos en el hemisferio occidental, y en cierto modo parecido en altura y forma al Aqua, el rascacielos de Chicago. Su estructura portante es de hormigón armado. El edificio fue desarrollado por Forest City Ratner y construido por Kreisler Borg Florman. Alberga una escuela primaria pública, propiedad del Departamento de Educación.
Fue inaugurado en febrero de 2011.

## Usos

### Escuela pública de primaria
La escuela está cubierta de ladrillo rojo oscuro y comprende 9.300 m² de los cinco primeros pisos del edificio. Acogerá a más de 600 alumnos matriculados desde pre-infantil a octavo grado. Una azotea cubierta en el cuarto piso tendrá 460 m² de espacio de juego al aire libre.

### Casas de lujo
Por encima de la escuela primaria está una lujosa torre cubierta de acero inoxidable con 903 unidades residenciales. Los apartamentos van desde 46 a 150 m², y consisten en estudios y apartamentos de uno, dos y tres dormitorios. Todas las unidades tienen un precio de mercado, sin apartamentos de ingresos bajos o moderados. No todas las unidades están a la venta.

### Hospital y otros usos
El edificio también incluye un espacio para New York Downtown Hospital. El hospital ocupará 2.300 m², y tendrá un aparcamiento público subterráneo y dos plazas públicas en los lados este y oeste del edificio, una con 1.000 m² y la otra algo más pequeña.
Varios locales comerciales a nivel de calle, con un total de aproximadamente 125-230 m², se incluyen como parte del proyecto.

## Valoraciones
Las primeras críticas de la torre han sido favorables. En el New York Times, el crítico de arquitectura Nicolai Ouroussoff elogió el diseño del edificio como una adición bienvenida al skyline de Nueva York, diciendo que era «el mejor rascacielos erigido en Nueva York desde que hace 46 años se levantó el edificio de la CBS de Eero Saarinen». Paul Goldberger, en la revista New Yorker, lo describió como «una de las torres más bellas del downtown». Comparando la torre de Gehry con el cercano edificio Woolworth, terminado en 1913, Goldberger dijo que «es la primera cosa construido en el centro desde entonces que realmente merece estar a su lado».